# Edwin González
Edwin Rafael González Ávalos (ur. 22 lutego 1982) – piłkarz gwatemalski grający na pozycji bocznego obrońcy lub pomocnika.

## Kariera klubowa
Karierę piłkarską González rozpoczął w klubie CSD Municipal z miasta Gwatemala. W sezonie 2002/2003 zadebiutował w jego barwach w pierwszej lidze gwatemalskiej. Grał w nim do lata 2004. W 2003 roku wywalczył z Municipalem mistrzostwo fazy Apertura.
W 2004 roku González przeszedł do Club Xelajú MC. Po zakończeniu sezonu 2004/2005 przeszedł do klubu CD Petapa. W 2006 roku został zawodnikiem Deportivo Mictlán. W 2007 roku był wypożyczony do Deportivo Malacateco.

## Kariera reprezentacyjna
W reprezentacji Gwatemali González zadebiutował w 2003 roku. W 2011 roku został powołany do kadry na Złoty Puchar CONCACAF 2011. Rozegrał na nim jeden mecz, z Jamajką (0:2).